# 馬拉德斯

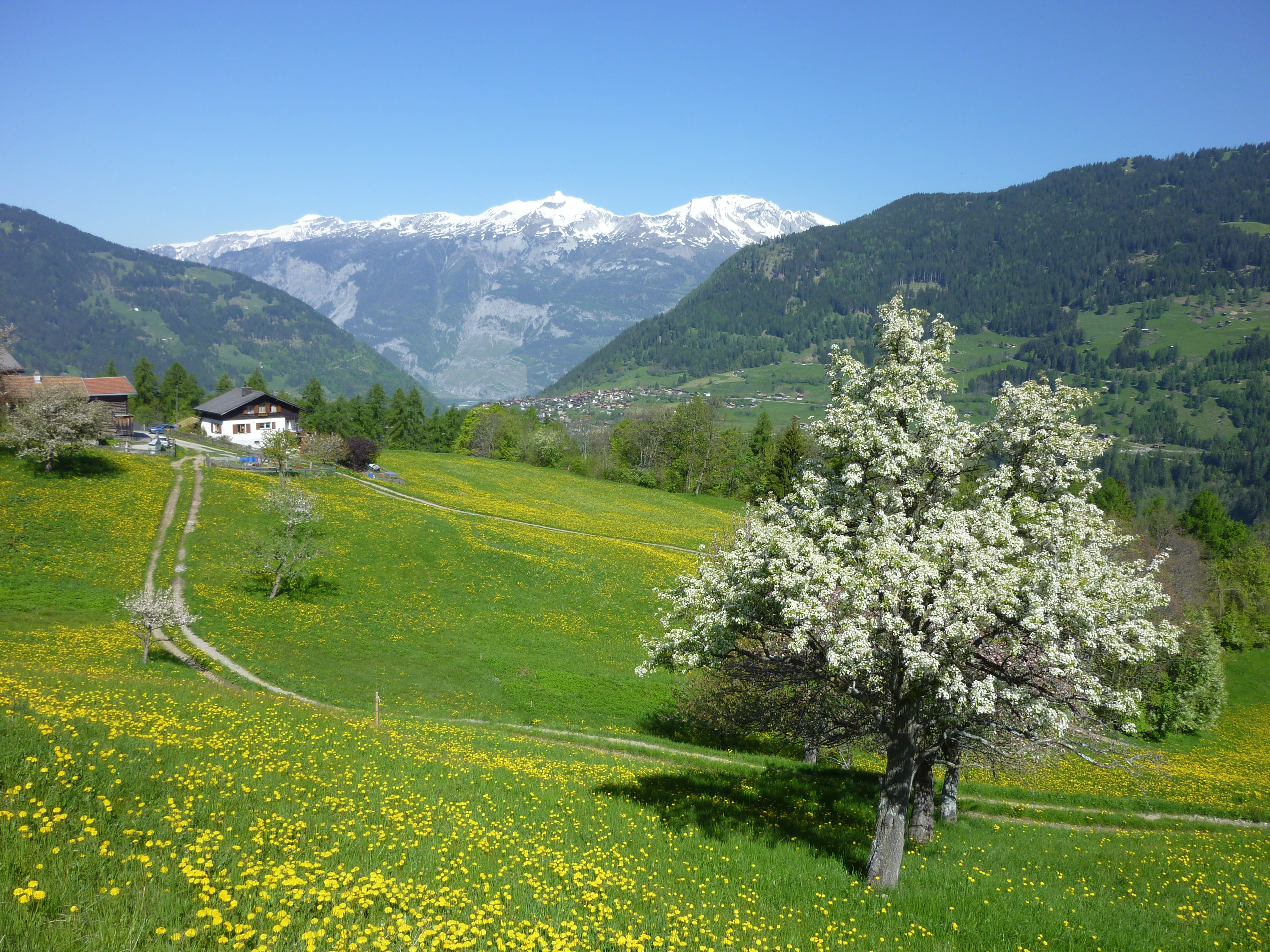

馬拉德斯是瑞士的城鎮，位於該國東部，由格勞賓登州負責管轄，面積7.59平方公里，海拔高度1,000米，2011年人口499，人口密度每平方公里66人。